# Rogelio Ortiz
Róger Bencomo (Altagracia de Orituco, Guárico, Venezuela, 5 de agosto de 1959), más conocido por su nombre artístico Rogelio Ortiz, es un cantante y compositor venezolano de música llanera, reconocido como El Caballero de la Canta Nacional.
Su nombre artístico se lo debe al cantautor y músico, Simón Díaz, quien lo bautizó con dicho nombre en 1982 y que para ese entonces era su padrino artístico.

## Biografía
Roger Bencomo nació el 5 de agosto de 1959  en la ciudad de Altagracia de Orituco, del antiguo Distrito Monagas (hoy municipio Monagas), en el estado Guárico, Venezuela. Es hijo de Máximo Bencomo y María de Bencomo, siendo el menor de siete hermanos.
Comienza a incursionar en el canto a los 6 años de edad participando en las actividades culturales de su colegio primario. En el bachillerato forma junto a varios compañeros de estudio del Liceo Ramón Buenahora un quinteto de voces y un grupo de gaitas y aguinaldos. Así mismo, formó parte de orquestas musicales de su pueblo natal como solista de boleros, merengues, gaitas y otros géneros.

## Carrera artística
En 1979, cuando se mudó a Caracas para estudiar ingeniería industrial, su estadía la aprovechó para cantar en los centros nocturnos de la ciudad capital.
Para el año 1982, conoció al cantautor llanero Luis Lozada El Cubiro, quien lo ayudó a integrarse al sello discográfico "Discomoda". Ese mismo año, el artista llanero y su padrino artístico Simón Díaz lo bautizó como Rogelio Ortiz, convirtiéndose en su nombre artístico. Un año después (en 1983), salió a la venta su primera producción musical.